# Barbara Bielinis-Kopeć
Barbara Bielinis-Kopeć (ur. w 30 września 1964 w Trzebiechowie) – specjalista z zakresu ochrony zabytków; od 2005 pełni funkcję Lubuskiego Wojewódzkiego Konserwatora Zabytków w Zielonej Górze. Członek Polskiego Komitetu Narodowego ICOMOS.

## Wykształcenie
Absolwentka historii sztuki na Uniwersytecie Jagiellońskim w Krakowie oraz studiów podyplomowych w zakresie urbanistyki i planowania przestrzennego na Politechnice Wrocławskiej. Od 1 marca do 24 lipca 2005 p.o. Lubuskiego Wojewódzkiego Konserwatora Zabytków, a od 25 lipca 2005 Lubuski Wojewódzki Konserwator Zabytków w Zielonej Górze.
W 2011 uzyskała stopień doktora nauk humanistycznych w zakresie nauk o sztuce na Uniwersytecie Mikołaja Kopernika w Toruniu.

## Publikacje
Jest autorką książki o zabytkach Zielonej Góry oraz artykułu w publikacji polsko-niemieckiej „Henry van de Velde w Polsce”. Pod jej redakcją ukazują się od 2005 „Lubuskie Materiały Konserwatorskie”, które przybliżają lubuskie zabytki oraz problematykę ich ochrony. Pod jej redakcją ukazała się również książka „Zamki, dwory i pałace województwa lubuskiego”.
Autorka licznych artykułów publikowanych w „Ochronie zabytków”, „Spotkaniach z zabytkami”, „Zabytkach” oraz lokalnych czasopismach społeczno-kulturalnych.

## Odznaczenia
- Brązowy Medal „Zasłużony Kulturze Gloria Artis” (2010)[2]
- Srebrny Medal „Za Długoletnią Służbę” (2013)[3]
- Srebrny Medal „Zasłużony Kulturze Gloria Artis” (2018)[2]
- Złoty Medal „Zasłużony Kulturze Gloria Artis” (2023)[2]